# 阿瑟·米恩
阿瑟·米恩（Arthur Meighen）（1874年6月16日—1960年8月5日），加拿大保守党领袖，首位在加拿大聯邦成立後出生的總理。他曾於1913至1917年擔任加拿大法律政策專員（Solicitor General of Canada）。

## 生平
1874年6月16日生于加拿大的安大略省安德逊附近一农民家庭。1896年毕业于多伦多大学，后移居马尼托巴省并在那里学习法律，1903年成为律师。次年与伊莎贝尔·考克斯结婚，育有子女3人。1908年当选为马尼托巴省波尔塔格－尼帕瓦的保守派议员。
1908年，米恩在议会第一次发表演讲时，就以他那雄辩的口才给自由党的威尔弗里德·劳雷尔总理留下深刻的印象，并预言他将有非凡的政治前景。此外，他还给1911年成为总理的罗伯特·莱尔德·博登留下了深刻印象，他对博登激烈的辩护使他深受保守党的欢迎，但同时也使他永远疏远加拿大的大部分选民。1913年任法律政策專員。
1917年，米恩出任博登政府的内政部长。其间，他努力使议会通过战时选举法，剥夺1902年成为加拿大公民的德裔和奥地利裔加拿大人的权利。1917年《军役法》实施以前，他把反对征兵的魁北克人称为“落后民族”。法裔加拿大人和加拿大的少数民族，永远也不能原谅他怀疑他们的智慧和爱国心的行为。
1919年，劳雷尔去世，自由党人选举威廉·莱昂·麦肯齐·金为党的领导人，米恩虽与这位党魁在大学期间就认识，但并不喜欢他，两人之间的不和一直持续着。
1920年7月，博登因健康原因辞职，他被指定为总理继任人，并于7月10日就任总理。任期内，他大力反对《英日同盟条约》。在1921年召开的伦敦帝国会议上，他展示了非凡的外交才能，使英国首相劳合·乔治相信续订英日同盟会激怒美国人。然而他却没有引起加拿大选民的注意。他认为美国的经济势力是加拿大人的致命威胁，因此主张实行保护关税制度。
上任后，米恩即宣布于1921年12月举行大选。当时加拿大正经历一场经济衰退，自由党领袖金把这一切问题都归咎于他。故在1925年的大选中，他的保守党虽赢得了众议院中的多数票但未超过半数。于是金在进步党的支持下组成临时政府，不久进步党便放弃了对金的支持，1926年，加拿大总督朱利安·赫德沃思·宾元帅任命他组织新政府，并要求按法律规定辞去在议会中的职务，结果被仍在议会中工作的金指控他篡权，尽管他曾要求解散议会但未获得总督批准。在同年的大选中，他失去了占优势的选票，败给了金。
辞职后，他成为多伦多的一位出名的投资银行家。1960年8月5日在多伦多去世，享年86岁。